# King Creole (album)
King Creole er et album fra august 1958 med Elvis Presley, udgivet af RCA med nummeret RCA LPM-1884. (LPM er RCA's angivelse af, at albummet er indspillet i Mono. Først senere udkom det som et re-masteret Stereo-album).
Albummet, i form af en LP, kom på gaden samtidig med Presley-filmen King Creole og rummer filmens soundtrack.

## Personerne bag albummet
Folkene bag LP'en er:
- Walter Scharf, producer
- Phil Khagan, producer
- Elvis Presley, sang
- Scotty Moore, guitar
- Tiny Timbrell, guitar
- Bill Black, bas
- Ray Siegel, bas og tuba
- Neal Matthews, bas og guitar
- D.J. Fontana, trommer
- Bernie Mattinson, trommer
- Gordon Stoker, bongotrommer
- Dudley Brooks, klaver
- Mahlon Clark, klarinet
- John Ed Buckner, trompet
- Justin Gordon, saxofon
- Elmer Svhneider, trombone
- Warren Smith, trombone
- Kitty White, kor
- The Jordanaires, kor
- The Paramount Studio Orchestra

## Sangene
Filmen – og LP'en – rummede i alt 11 sange, alle med Elvis Presley. Samtlige numre er indspillet hos Radio Recorders og hos Paramount Soundstage, begge Hollywood, i perioden 15. januar – 11. februar 1958.
De 11 sange var:

### Side 1
| Nr. | Indspilningsdato | Sangtitel               | Forfattere                  | Tid  |
| --- | ---------------- | ----------------------- | --------------------------- | ---- |
| 1.  | 23/01/1958       | "King Creole"           | Jerry Leiber, Mike Stoller  | 2:16 |
| 2.  | 16/01/1958       | "As Long As I Have You" | Fred Wise, Ben Weisman      | 1:50 |
| 3.  | 15/01/1958       | "Hard Headed Woman"     | Claude Demetrius            | 1:53 |
| 4.  | 15/01/1958       | "Trouble"               | Jerry Leiber, Mike Stoller  | 2:16 |
| 5.  | 16/01/1958       | "Dixieland Rock"        | Claude Demetrius, Fred Wise | 1:46 |

### Side 2
| Nr. | Indspilningsdato | Sangtitel                   | Forfattere                        | Tid  |
| --- | ---------------- | --------------------------- | --------------------------------- | ---- |
| 1.  | 16/01/1958       | "Don't Ask Me Why"          | Fred Wise, Ben Weisman            | 2:06 |
| 2.  | 16/01/1958       | "Lover Doll"                | Wayne Silver, Abner Silver        | 2:09 |
| 3.  | 15/01/1958       | "Crawfish"                  | Fred Wise, Ben Weisman            | 1:38 |
| 4.  | 23/01/1958       | "Young Dreams"              | Aaron Schroeder, Martin Kalmanoff | 2:23 |
| 5.  | 23/01/1958       | "Steadfast, Loyal And True" | Jerry Leiber, Mike Stoller        | 1:15 |
| 6.  | 15/01/1958       | "New Orleans"               | Sid Tepper, Roy C. Bennett        | 1:58 |

## Andet
Foruden de 11 sange var der til brug i filmen lavet en 12., nemlig "Danny", som var en komposition af Fred Wise og Ben Weisman. Sangen blev kasseret, da filmens oprindelige titel, A Stone For Danny Fisher, blev ændret til King Creole. "Danny" blev først udsendt på plade i 1979 på LP'en Elvis – A Legendary Performer, vol. 3.